# Cloaca Maxima
Cloaca Maxima – główny kanał ściekowy w Rzymie, którego budowę zainicjował Tarkwiniusz Stary w VII w. p.n.e.
Kanał został zbudowany w celu osuszenia podmokłych terenów w dolinie pomiędzy wzgórzami Eskwilinu, Wiminału i Kwirynału. Na osuszonym terenie powstało Forum Romanum. Przepływający w tym miejscu strumień pogłębiono, a jego brzegi zostały wzmocnione. Wody odprowadzano do Tybru. Początkowo kanał był otwarty, dopiero w 184 p.n.e. cenzor Kato Starszy przeprowadził prace modernizacyjne i kanał został zakryty. W dowód uznania jego statuetkę ustawiono w świątyni. W latach późniejszych kanał był jeszcze wielokrotnie remontowany, czasem nieco zmieniano jego trasę. Kanał ma długość około 600 m, wysokość prześwitu 4,20 m, a szerokość 3,20 m. Jest to najstarszy czynny kanał w Rzymie.